# Gran Premio de Australia de Motociclismo de 1992
El Gran Premio de Australia de Motociclismo de 1992 fue la segunda prueba de la temporada 1992 del Campeonato Mundial de Motociclismo. El Gran Premio se disputó el 12 de abril de 1992 en el Circuito de Eastern Creek.

## Resultados 500cc
Durante los entrenamientos libres, se lesiona John Kocinski quien no toma la salida y también se perderá el siguiente Gran Premio. Michael Doohan obtiene la segunda victoria consecutiva después de salir desde la pole position y vuelta rápida en la carrera. Ausente Wayne Gardner lesionado en el Gran Premio anterior, es reemplazado por Daryl Beattie quien consigue su primer podio en el campeonato mundial.
| Pos.     | Piloto            | Equipo        | Tiempo     | Pts. |
| -------- | ----------------- | ------------- | ---------- | ---- |
| 1        | Mick Doohan       | Honda         | 46'04.276  | 20   |
| 2        | Wayne Rainey      | Yamaha        | +6.822     | 15   |
| 3        | Daryl Beattie     | Honda         | +18.425    | 12   |
| 4        | Kevin Schwantz    | Suzuki        | +31.062    | 10   |
| 5        | Doug Chandler     | Suzuki        | +36.019    | 8    |
| 6        | Eddie Lawson      | Cagiva        | +1'03.653  | 6    |
| 7        | Álex Crivillé     | Honda         | +1'51.839  | 4    |
| 8        | Randy Mamola      | Yamaha        | +1'55.951  | 3    |
| 9        | Juan Garriga      | Yamaha        | +1'56.250  | 2    |
| 10       | Miguel Duhamel    | Yamaha        | +1 Vuelta  | 1    |
| 11       | Peter Goddard     | ROC Yamaha    | +1 Vuelta  |      |
| 12       | Alex Barros       | Cagiva        | +1 Vuelta  |      |
| 13       | Thierry Crine     | ROC Yamaha    | +1 Vuelta  |      |
| 14       | Corrado Catalano  | ROC Yamaha    | +1 Vuelta  |      |
| 15       | Dominique Sarron  | ROC Yamaha    | +1 Vuelta  |      |
| 16       | Toshiyuki Arakaki | ROC Yamaha    | +1 Vuelta  |      |
| 17       | Cees Doorakkers   | Harris Yamaha | +1 Vuelta  |      |
| 18       | Michael Rudroff   | Harris Yamaha | +1 Vuelta  |      |
| 19       | Serge David       | ROC Yamaha    | +1 Vuelta  |      |
| 20       | Kevin Mitchell    | Harris Yamaha | +1 Vuelta  |      |
| 21       | Simon Buckmaster  | Harris Yamaha | +1 Vuelta  |      |
| 22       | Niggi Schmassmann | ROC Yamaha    | +2 Vueltas |      |
| Ret      | Josef Doppler     | ROC Yamaha    | Ret        |      |
| Ret      | Eddie Laycock     | Yamaha        | Ret        |      |
| Ret      | Niall Mackenzie   | Yamaha        | Ret        |      |
| Ret      | Lucio Pedercini   | Paton         | Ret        |      |
| Ret      | Marco Papa        | Librenti      | Ret        |      |
| Ret      | Peter Graves      | Harris Yamaha | Ret        |      |
| DNS      | John Kocinski     | Suzuki        | DNS        |      |
| Sources: |                   |               |            |      |

## Resultados 250cc
Segunda victoria de la temporada para el italiano Luca Cadalora, que tuvo un frenético mano a mano con el español Catrlos Cardús, que acabó segundo. El alemán Helmut Bradl completó el podio.
| Pos. | Piloto                    | Moto    | Tiempo     | Pts. |
| ---- | ------------------------- | ------- | ---------- | ---- |
| 1    | Luca Cadalora             | Honda   | 44'36.707  | 20   |
| 2    | Carlos Cardús             | Honda   | +0.215     | 15   |
| 3    | Helmut Bradl              | Honda   | +8.337     | 12   |
| 4    | Wilco Zeelenberg          | Suzuki  | +28.308    | 10   |
| 5    | Loris Reggiani            | Aprilia | +28.399    | 8    |
| 6    | Doriano Romboni           | Honda   | +30.319    | 6    |
| 7    | Andreas Preining          | Aprilia | +30.806    | 4    |
| 8    | Max Biaggi                | Aprilia | +33.130    | 3    |
| 9    | Jean-Philippe Ruggia      | Gilera  | +33.871    | 2    |
| 10   | Paolo Casoli              | Yamaha  | +34.208    | 1    |
| 11   | Jochen Schmid             | Yamaha  | +43.225    |      |
| 12   | Herri Torrontegui         | Suzuki  | +48.213    |      |
| 13   | Patrick van den Goorbergh | Aprilia | +1'02.524  |      |
| 14   | Carlos Lavado             | Gilera  | +1'04.894  |      |
| 15   | Erkka Korpiaho            | Aprilia | +1'07.472  |      |
| 16   | Jurgen van den Goorbergh  | Aprilia | +1'09.087  |      |
| 17   | Jean Pierre Jeandat       | Honda   | +1'10.588  |      |
| 18   | Stefan Prein              | Honda   | +1'17.102  |      |
| 19   | Adrian Bosshard           | Honda   | +1'34.393  |      |
| 20   | Bernd Kassner             | Aprilia | +1'34.621  |      |
| 21   | Harald Eckl               | Aprilia | +1'35.668  |      |
| 22   | Andrew Thompson           | Honda   | +1'36.505  |      |
| 23   | Eskil Suter               | Aprilia | +1'37.716  |      |
| 24   | Bernard Cazade            | Honda   | + 1 Vuelta |      |
| Ret  | Adi Stadler               | Honda   | Ret        |      |
| Ret  | Stefano Caracchi          | Yamaha  | Ret        |      |
| Ret  | Bernard Haenggeli         | Aprilia | Ret        |      |
| Ret  | Alberto Puig              | Aprilia | Ret        |      |
| Ret  | Katsuyoshi Kozono         | Honda   | Ret        |      |
| Ret  | Masahiro Shimizu          | Honda   | Ret        |      |
| Ret  | Pierfrancesco Chili       | Aprilia | Ret        |      |
| Ret  | Loris Capirossi           | Honda   | Ret        |      |
| Ret  | Yves Briguet              | Honda   | Ret        |      |
| Ret  | Renzo Colleoni            | Yamaha  | Ret        |      |
| Ret  | Frédéric Protat           | Aprilia | Ret        |      |
| Ret  | Luis d'Antín              | Yamaha  | Ret        |      |
| Ret  | Stephen Whitehouse        | Yamaha  | Ret        |      |

## Resultados 125cc
Segunda victoria de ens dos Grandes Premios del alemán Ralf Waldmann, que terminó por delante de los italianos Alessandro Gramigni y Bruno Casanova.
| Pos. | Piloto               | Moto      | Tiempo     | Pts. |
| ---- | -------------------- | --------- | ---------- | ---- |
| 1    | Ralf Waldmann        | Honda     | 43'50.562  | 20   |
| 2    | Alessandro Gramigni  | Aprilia   | +0.011     | 15   |
| 3    | Bruno Casanova       | Aprilia   | +0.228     | 12   |
| 4    | Nobuyuki Wakai       | Honda     | +3.188     | 10   |
| 5    | Fausto Gresini       | Honda     | +4.235     | 8    |
| 6    | Jorge Martínez Aspar | Honda     | +7.821     | 6    |
| 7    | Dirk Raudies         | Honda     | +23.051    | 4    |
| 8    | Oliver Koch          | Honda     | +31.699    | 3    |
| 9    | Ezio Gianola         | Honda     | +33.716    | 2    |
| 10   | Gabriele Debbia      | Honda     | +36.823    | 1    |
| 11   | Peter Galvin         | Honda     | +40.371    |      |
| 12   | Hans Spaan           | Aprilia   | +43.991    |      |
| 13   | Kinya Wada           | Honda     | +44.004    |      |
| 14   | Oliver Petrucciani   | Honda     | +44.158    |      |
| 15   | Maurizio Vitali      | Gazzaniga | +44.573    |      |
| 16   | Noboru Ueda          | Honda     | +48.805    |      |
| 17   | Heinz Lüthi          | Honda     | +48.966    |      |
| 18   | Robin Appleyard      | Honda     | +49.291    |      |
| 19   | Alfred Waibel        | Honda     | +49.940    |      |
| 20   | Hisashi Unemoto      | Honda     | +50.057    |      |
| 21   | Loek Bodelier        | Honda     | +50.078    |      |
| 22   | Alain Bronec         | Honda     | +54.508    |      |
| 23   | Takao Shimizu        | Honda     | +54.602    |      |
| 24   | Arie Molenaar        | Aprilia   | +1'16.797  |      |
| 25   | Maik Stief           | Aprilia   | +1'28.322  |      |
| 26   | Linda Walsh          | Honda     | +1'30.163  |      |
| 27   | Malcolm Yeo          | Honda     | +1'30.452  |      |
| 28   | Carlos Giró Sentís   | Aprilia   | +1'39.166  |      |
| 29   | Hubert Abold         | Honda     | + 1 Vuelta |      |
| Ret  | Garry McCoy          | Rotax     | Ret        |      |
| Ret  | Giovanni Palmieri    | Gazzaniga | Ret        |      |
| Ret  | Manuel Hernández     | Aprilia   | Ret        |      |
| Ret  | Julián Miralles      | Honda     | Ret        |      |
| Ret  | Emilio Cuppini       | Aprilia   | Ret        |      |
| Ret  | Steve Patrickson     | Honda     | Ret        |      |
| Ret  | Kazuto Sakata        | Honda     | Ret        |      |